# زنبق خزامي
زنبق خزامي   أو خزاماه هو نوع من النباتات ينتمي لعائلة الزنبقية، يزرع كنبات زينة في العديد من البلدان بسبب أزهاره الكبيرة المبهجة. ينتشر في أجزاء من وسط وجنوب أوروبا ومواقع متفرقة في أمريكا الشمالية.